# Washington (seřaďovací nádraží)
Nádraží Washington je vlečkové seřaďovací a předávací nádraží poblíž železniční stanice Třebušice, nazvané podle blízké obce Třebušice, zaniklé při těžbě uhlí. Leží na místě bývalého hlubinného dolu Washington, podle něhož je nazváno. Těžba byla v lokalitě ukončena v roce 1947, seřaďovací nádraží zde vzniklo počátkem 70. let.

## Popis
Provozovatelem vlečky i stanice je firma Coal Services, a.s., na síť Správy železnic je pak napojena pomocí kolejové spojky do stanice Třebušice. Celé kolejiště je elektrifikováno stejnosměrnou napájecí soustavou, jejíž parametry se na obou zhlavích liší – na třebušickém je soustava 3 kV jako na navazující trati SŽDC, díky které sem mohou pro vlaky zajíždět lokomotivy různých nákladních dopravců (ČD Cargo, PKP Cargo International apod.), zatímco na opačném je soustava 1,5 kV, která je používána na síti komořanských vlečkových drah. Zhruba uprostřed délky kolejí se nachází dělicí pole, které obě soustavy odděluje. Do stanice jsou přistavovány ložené vlaky s uhlím z Úpravny uhlí Komořany (kde je upravováno uhlí z lomu ČSA) pomocí místních lokomotiv řady 127. Na druhém zhlaví pak pod soustavou 3 kV najede na vlak lokomotiva přejímajícího dopravce a po vykonání nezbytných úkonů pak souprava odjíždí k zákazníkovi. Jedním z největších odběratelů komořanského uhlí je elektrárna Chvaletice.